# Paper jaspiat

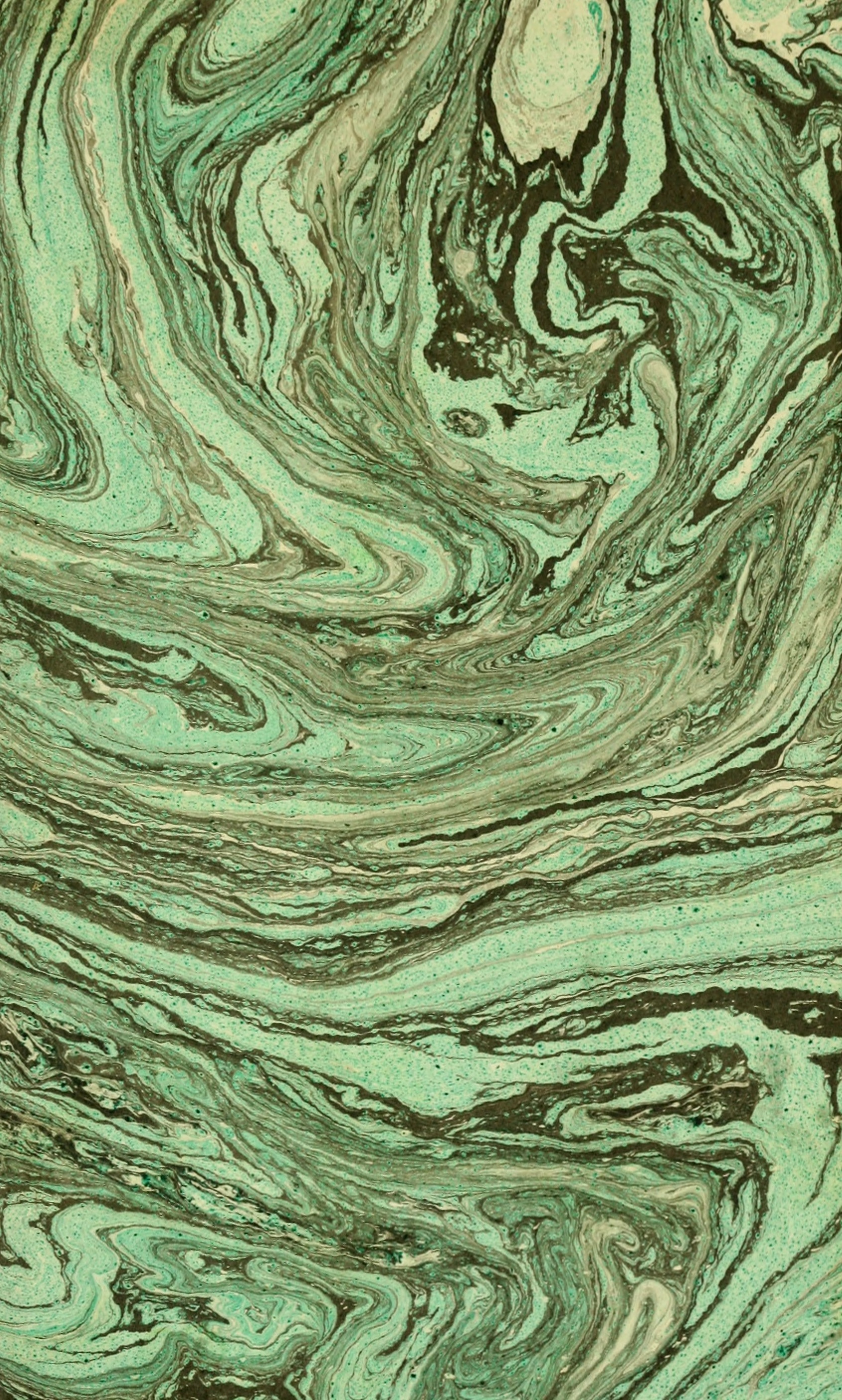
Guarda d'un llibre publicat a Sevilla el 1570.

El paper jaspiat, també conegut com a paper marbrejat o paper d'aigües, s'elabora mitjançant una tècnica gràfica consistent en acolorir un full de paper i posar-lo en contacte amb pigments que floten a l'aigua. S'ha fet servir tradicionalment per decorar guardes en enquadernació, i menys habitualment, per decorar tapes de llibres.
Per produir paper jaspiat, s'introdueix el paper en un recipient amb aigua i pigments no solubles. La disposició de les gotes del pigment i els moviments que es realitzin a l'aigua determinen l'estil del paper resultant. Es col·loca el paper blanc sobre la superfície del líquid perquè es tinti, i es retira sense que corrin els colors sobre el paper.
Les primeres descripcions de la seva existència provenen de viatgers europeus que van visitar Turquia, Pèrsia i l'Orient Pròxim a mitjans del segle xv i a principis del segle xvi. El 1600 ja es coneixia la tècnica a Alemanya. A Turquia, l'art tradicional d'elaborar paper jaspiat, procedent de la zona de l'Àsia Menor durant l'Imperi Otomà, es coneix com a ebru, i el 2014 és considerat Patrimoni Immaterial de la Humanitat per la Unesco.